# Дубіль Валерій Олександрович
Вале́рій Олекса́ндрович Ду́біль (нар. 26 вересня 1973, м. Червоноград Львівської області) — український політик. Народний депутат України. Член партії ВО «Батьківщина».
Голосував за закон України 12414, який був ухвалений з порушенням Регламенту Верховної Ради України та підпорядкував НАБУ та САП Генеральному прокурору.

## Життєпис
Народився 26 вересня 1973 року в Червонограді в сім'ї військовослужбовця.
Закінчив Прилуцьке медичне училище за фахом фельдшер-акушер (1992) та Київський економічний університет («Економіка і підприємництво», 2004). Магістр в галузі економіки, підприємництва і маркетингу.
Працював фельдшером приймального відділення Прилуцької центральної міської лікарні (з жовтня 1992 до січня 2002).
З 1995 — приватний підприємець.
З 2000 — президент Благодійного фонду «Європа» і ФК «Європа».
З квітня 2006 — заступник директора з будівництва та архітектури ТОВ «Ринок-1».

## Політична кар'єра
З 1998 до 2002 — депутат Прилуцької міської ради.
У 2002 році балотувався у народні депутати в одномандатному виборчому окрузі № 210 Чернігівської області, посівши 2 місце.
З 2006 до 2008 — депутат Дніпровської районної ради м. Києва.
З 9 червня 2008 до 12 грудня 2012 — народний депутат України 6-го скликання від Блоку Тимошенко, № 174 в списку. На час виборів: заступник директора ТОВ «Ринок-1», член Української соціал-демократичної партії. Член Комітету Верховної ради з питань фінансів, банківської діяльності, податкової та митної політики.
На парламентських виборах 2012 р. був обраний депутатом Верховної Ради України по одномандатному мажоритарному виборчому округу № 205 від партії Всеукраїнське об'єднання «Батьківщина». За результатами голосування отримав перемогу набравши 50,20 % голосів виборців. Заступник голови Комітету Верховної Ради з питань бюджету.
15 січня 2019 Валерія Дубіля обрано заступником Голови партії «Батьківщина». Обрання відбулось в межах заходів щодо зміцнення штабу та центрального апарату партії на початку президентської кампанії. Перший заступник комітету з питань здоров'я нації, медичної допомоги та медичного страхування у Верховній Раді України IX скликання (з 29 серпня 2019 року), голова підкомітету з питань технічного регулювання та стандартизації у сфері охорони здоров'я.

### Партійна діяльність
- Член Партії реабілітації тяжкохворих України.
- Член Української соціал-демократичної партії.
- Член партії ВО «Батьківщина» (з 7 липня 2007).

## Критика
У 2014 році став фігурантом антикорупційного розслідування через незадекларований бізнес.
Валерій Дубіль через свій благодійний фонд Європа займався підкупом виборців на довиборах у Верховну Раду у 2016 році у Чернігові, роздаючи сертифікати вартістю 200 грн на отримання ліків.
За словами Володимира Брюховецького, який у 2014 році очолював Талалаївську райдержадміністрацію, депутат Дубіль чинив прямий тиск на громаду Київського патріархату — в інтересах Московського. Наслідком стало те, що новозбудована коштом місцевої агрофірми церква була передана УПЦ МП.
Генпрокурор Юрій Луценко 7 березня 2019 заявив, що Дубіль організував, за участі російських політтехнологів, мережу агітаторів і планував підкупити виборців, а також кандидата Юрія Тимошенко для перемоги Юлії Тимошенко на президентських виборах.
2 липня 2020 року відносно Валерія Дубіля було порушено кримінальне провадження за ч.3 ст.209 КК України — легалізація (відмивання) доходів в особливо великому розмірі. Мова йде про доходи, отриманих внаслідок незаконного переоформлення корпоративних прав агрохолдингу: агрохолдинг ТОВ «Промстройінновація» вартістю понад 300 млн грн придбано рейдерами всього за 11 млн грн. та незаконно переоформлено на компанію, яка належить Валерію Дубілю.
Восени 2024 року стало відомо, що Валерій Дубіль може бути причетний до незаконного будівництва на державних землях в Чернігівській області. У рішенні Господарського суду Чернігівської області від 13 червня 2024 року зазначено, що площа захопленої ділянки становить 54 сотки. Журналісти з'ясували, що вона в 2022 році була передана в користування благодійному фонду "Молодіжна ініціатива «Надія». Цей фонд пов'язаний із Валерієм Дубілем: він є головою наглядової ради, а серед засновників —— двоє його синів..

## Бізнес
- ТОВ Грант Альянс[18]
- Дружина володіє ТОВ Агентство нерухомості «ЄВРОПА»[19]

## Благодійний фонд
Дубіль є засновником БФ «Прилуцький благодійний фонд Європа».

## Сім'я
Одружений. Батько чотирьох дітей.
Батько — Дубіль Олександр Петрович.
Дружина — Дубіль Валентина Іванівна, підприємець. Родина має нерухомість в Київській області, Києві та Чернігівській області.
Два основні будинки, в яких проживає із сім'єю:
- в селі Хлепча Васильківського району Київської області, площею 344 м² (придбаний у 2007 року за 5,2 млн грн і землю там же за 700 тис. грн. За тодішнім курсом — більше мільйона доларів);
- в селі Дідівці Прилуцького району 531 м² та 4 земельні ділянки площею понад 11 га, вартість будинку на 2012 рік — понад 2,2 млн грн.[21]

Елітна квартира в Києві 147 м²;